# Kirschau
Kirschau (hornolužickosrbsky Korzym) je místní část města Schirgiswalde-Kirschau v Horní Lužici v německé spolkové zemi Sasko. Nachází se v zemském okrese Budyšín a má přibližně 2 400 obyvatel.

## Geografická poloha
Kirschau leží v nadmořské výšce 250 metrů na horním toku řeky Sprévy v oblasti Šluknovské pahorkatiny, geomorfologického celku, který je na území Saska označován jako Lausitzer Bergland, tj. Lužická hornatina. Severní částí zástavby protéká potok Pilkebach neboli Pilke, levostranný přítok Sprévy. Na katastru někdejší samostatné obce se nacházejí ještě další menší sídla: Bederwitz (hornolužickosrbsky Bjedrusk), Kleinpostwitz (Bójswecy), Rodewitz/Spree (Rozwodecy) a Sonnenberg (Słónčna Hora).

## Historie
Kirschau je poprvé zmiňováno v souvislosti se zničením hradu Körse (hornolužickosrbsky zvaným rovněž Korzym) v roce 1352 vojsky Lužického Šestiměstí. U hradu Korzym, jehož posláním bylo chránit bezpečnost osob a přepravovaného zboží na České stezce, křižovala Stará pražská cesta další významnou komunikaci - jižní větev Via Regia, vedoucí z Halle do Žitavy. Pražská cesta překračovala Sprévu opět v místech dnešního Schirgiswalde, kde býval brod. Hrad Korzym, původně vybudovaný Lužickými Srby, býval jedním z největších a nejpevnějších hradů v Horní Lužici. Hrad definitivně zanikl v roce 1359.
Název "Kirschau" se poprvé objevuje až v roce 1768, předtím jsou v historických písemnostech zaznamenány nejrůznější verze jména tohoto sídla: Kürsch, Kirsche, Körse, Kürssen, Kürse, Kursen, Korschen, Körsche, Kursche, Korscha, Kirschaw, Kirscha.
Na základě ujednání Pražského míru z roku 1635 byla předána Horní Lužice a Dolní Lužice do správy saského kurfiřta a v Kirschau, které se ocitlo na česko-saské hranici, byla zřízena celnice. Do roku 1845 bylo Kirschau chudou vesnicí. V polovině 19. století zde však začal rozvoj průmyslu. Zejména se jednalo o přádelny a tkalcovny, jejichž ekonomický úspěch přispěl k rozvoji obce. Postupně docházelo k úbytku srbské populace, v 80. letech 19. století činil podíl německého obyvatelstva Kirschau již 82%.
Po skončení druhé světové války byly místní textilní podniky znárodněny a sloučeny do větších národních podniků.Zdejší textilní výrobky, zejména koberce a ložní prádlo, byly známé i za hranicemi NDR. Po sjednocení Německa došlo v Kirschau k omezení textilní výroby.
Od 1. ledna 2011 je Kirschau součástí města Schirgiswalde-Kirschau, které vzniklo připojením obcí Crostau a Kirschau k Schirgiswalde. V roce 2000 bylo v Kirschau, včetně připojených sídel Kleinpostwitz a Rodewitz/Spree, registrováno celkem 2727 obyvatel.

## Pamětihodnosti a muzea
- Zříceniny hradu Körse (Korzym)
- Trojmezní kámen na historické hranici mezi územím Wilthenu v Míšeňském markrabství, Schirgiswalde v Čechách a Kirschau v Horní Lužici
- Evangelický kostel Johanneskirche
- Důlní chodba Kuxloch na úpatí hradního kopce
- Budova pošty a další domy a vily v centru Kirschau
- Hradní muzeum (Burgmuseum Kirschau)
- Technikmuseum Kirschau

## Galerie

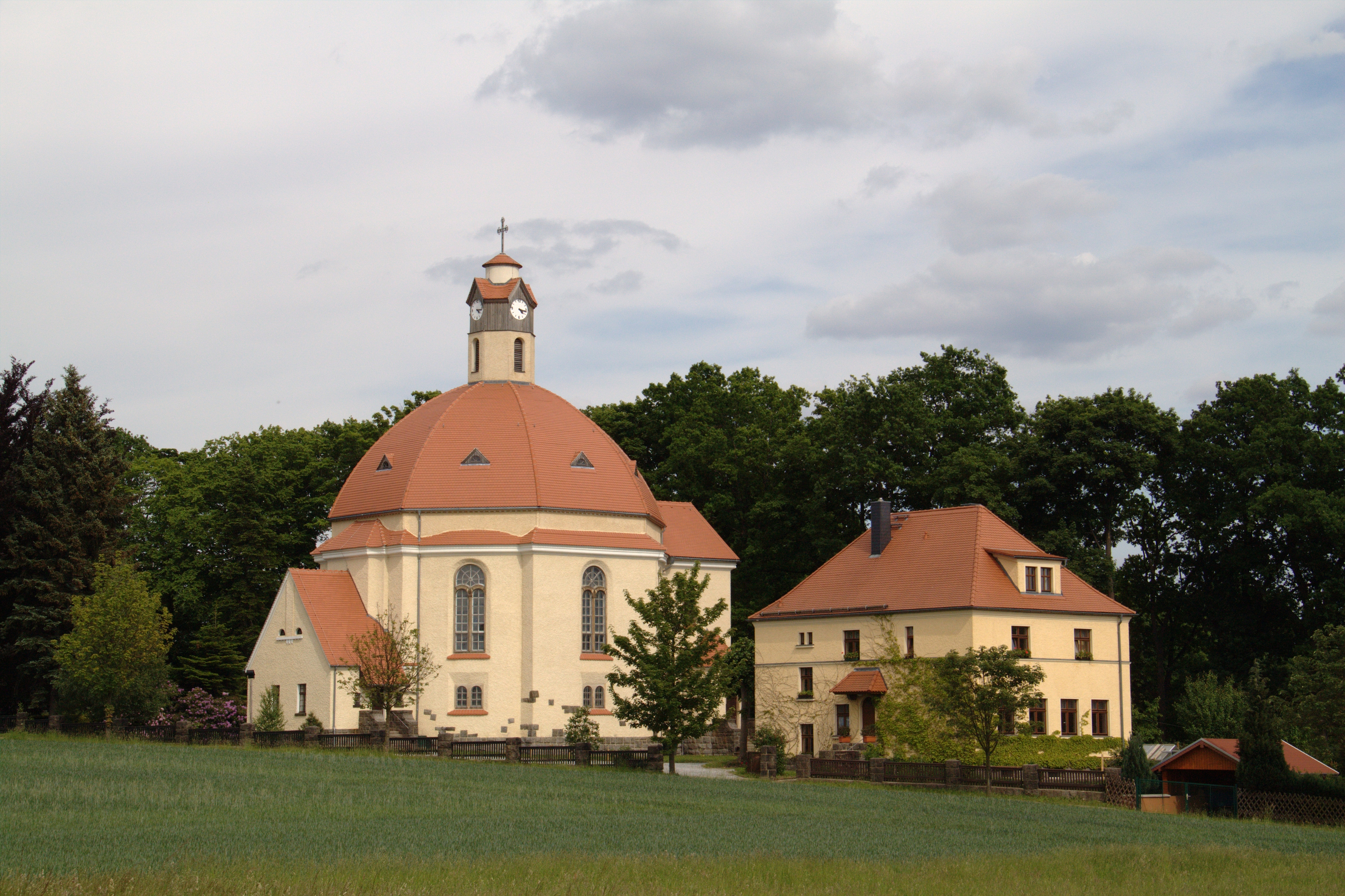
Kostel Johanneskirche a přilehlá fara
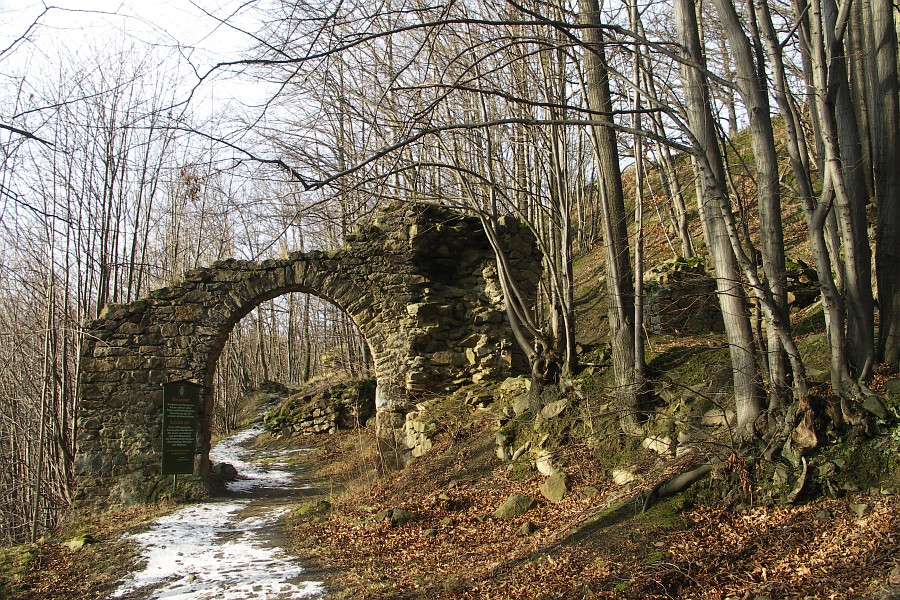
Ruiny hradu Korzym / Körse
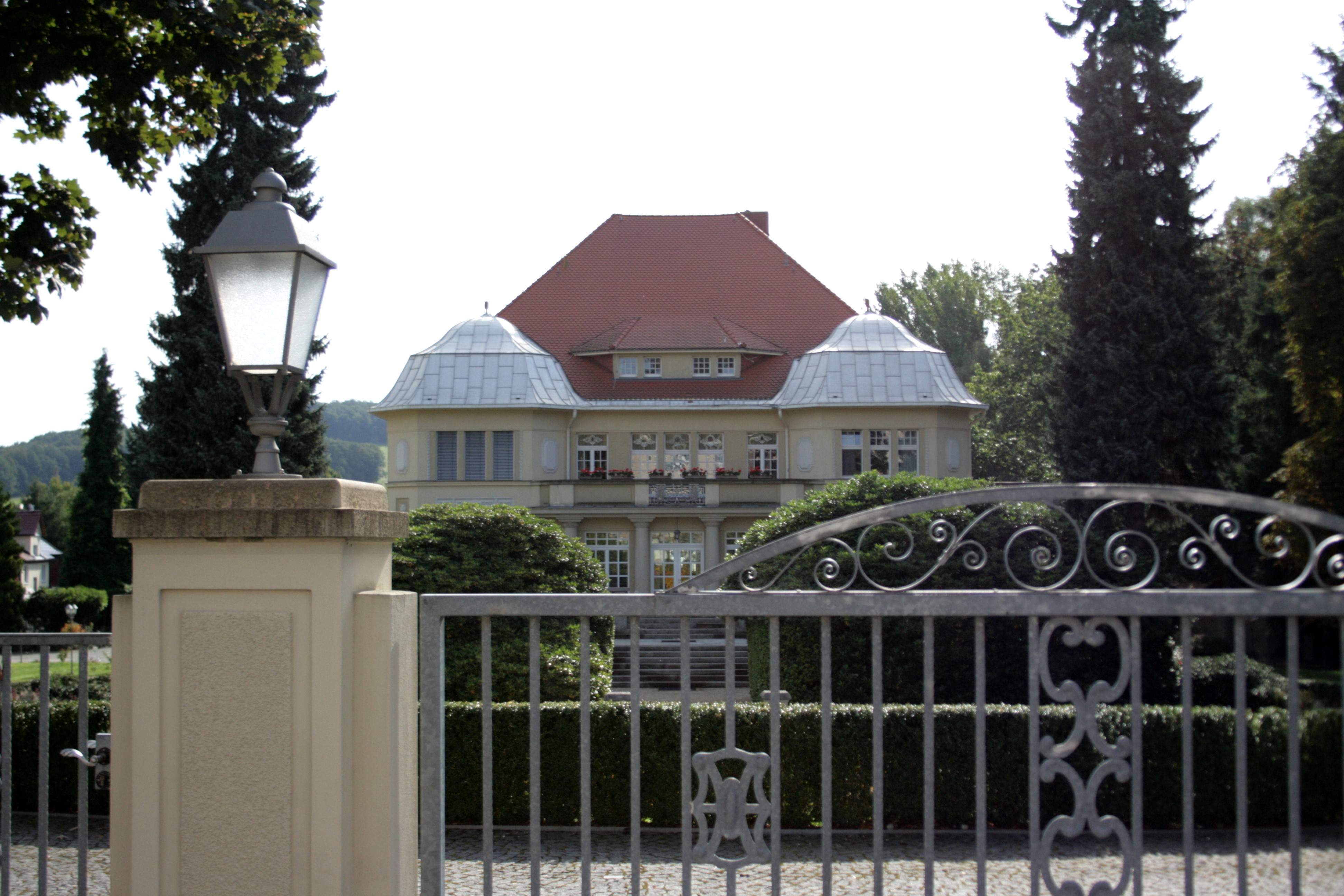
Jedna z vil na Zittauer Straße
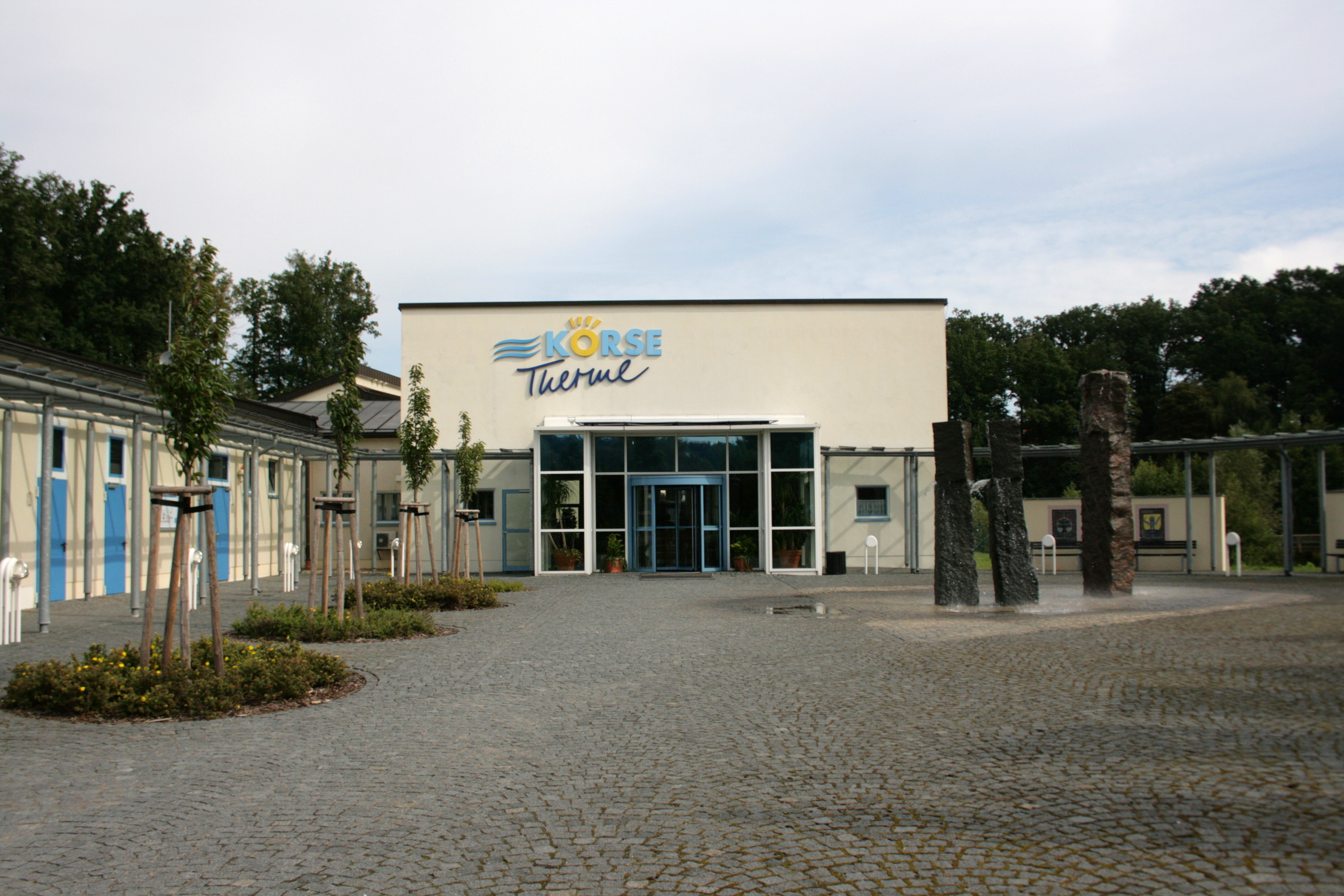
Areál lázní Körse Therme
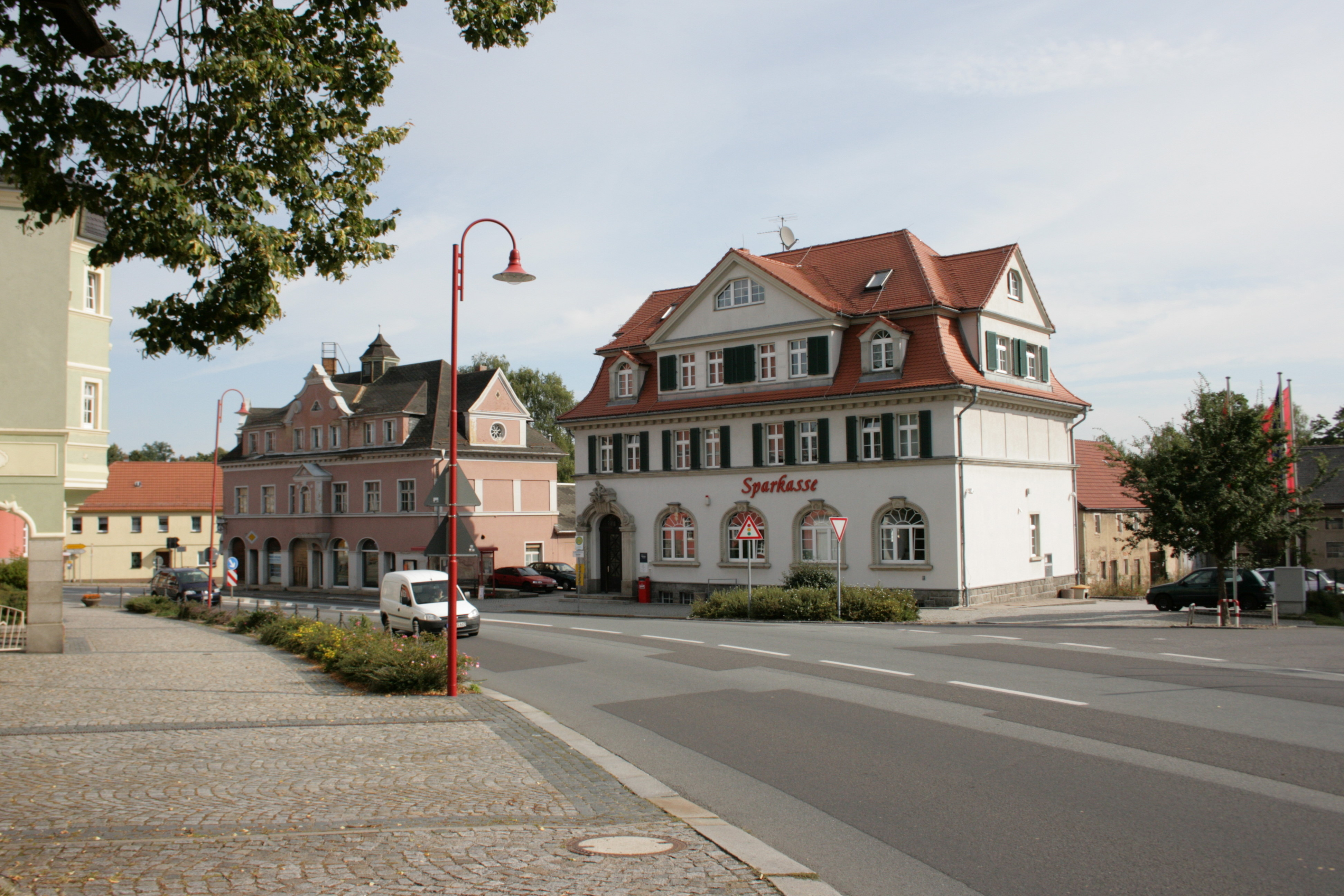
Budova spořitelny na Zittauer Straße